# Verovering van de Peñón de Vélez de la Gomera (1522)
De Verovering van de Peñon de Velez de la Gomera was een offensief door de Berberse Wattasiden uit Marokko en vond plaats op 20 december 1522.
De commandant van het garnizoen zag een vloot naderen waarvan hij dacht dat deze uit Iberië kwam en nam aan dat het Spaanse versterkingen waren. Hij opende de poorten van de Peñón de Vélez de la Gomera, maar het waren schepen die door de Wattassiden waren gestuurd. Het eindigde in een overwinning voor de Wattasiden.